# Baterie de artilerie

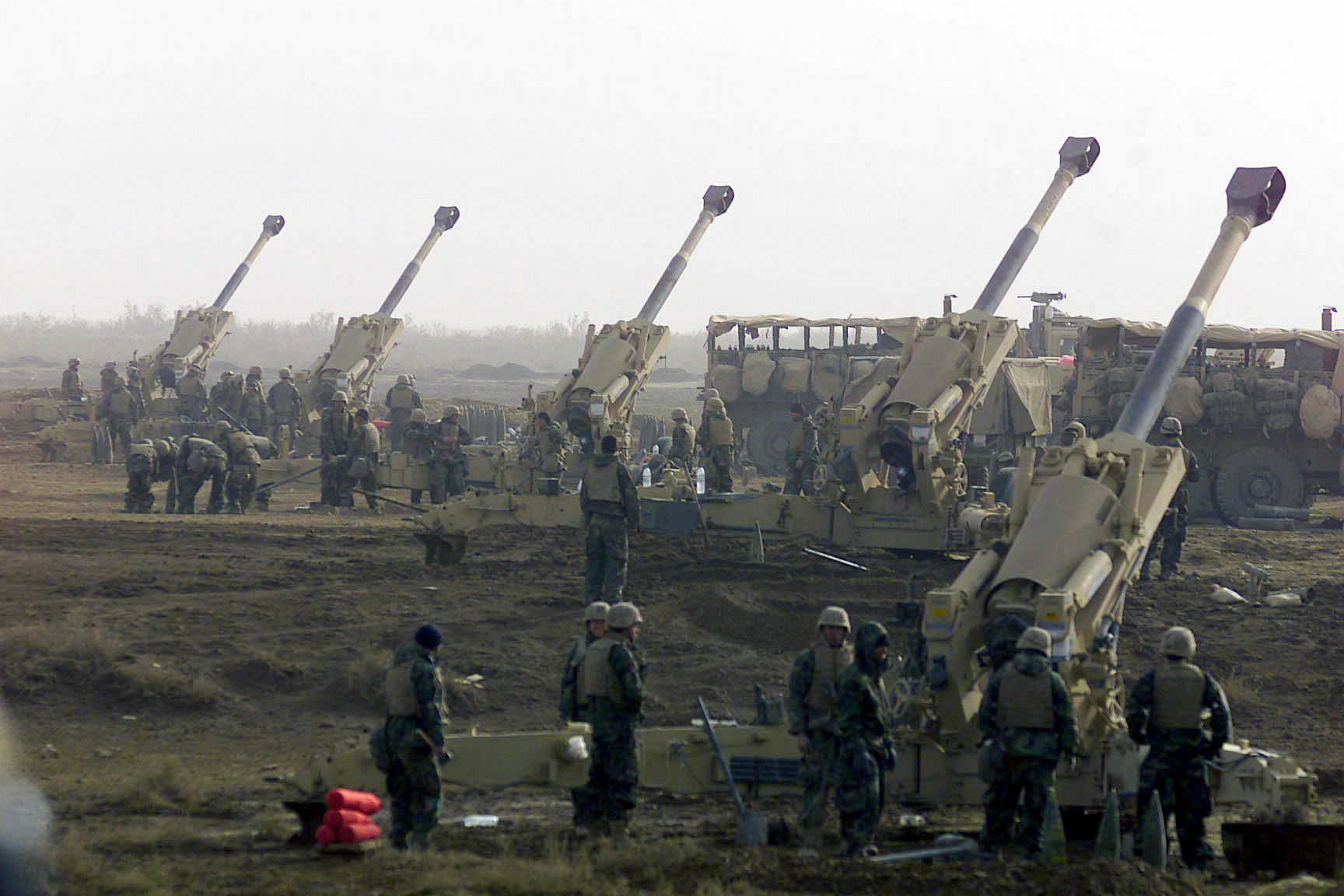
Al 2-lea Batalion de artilerie, Regimentul 11 de pușcași marini americani în Irak

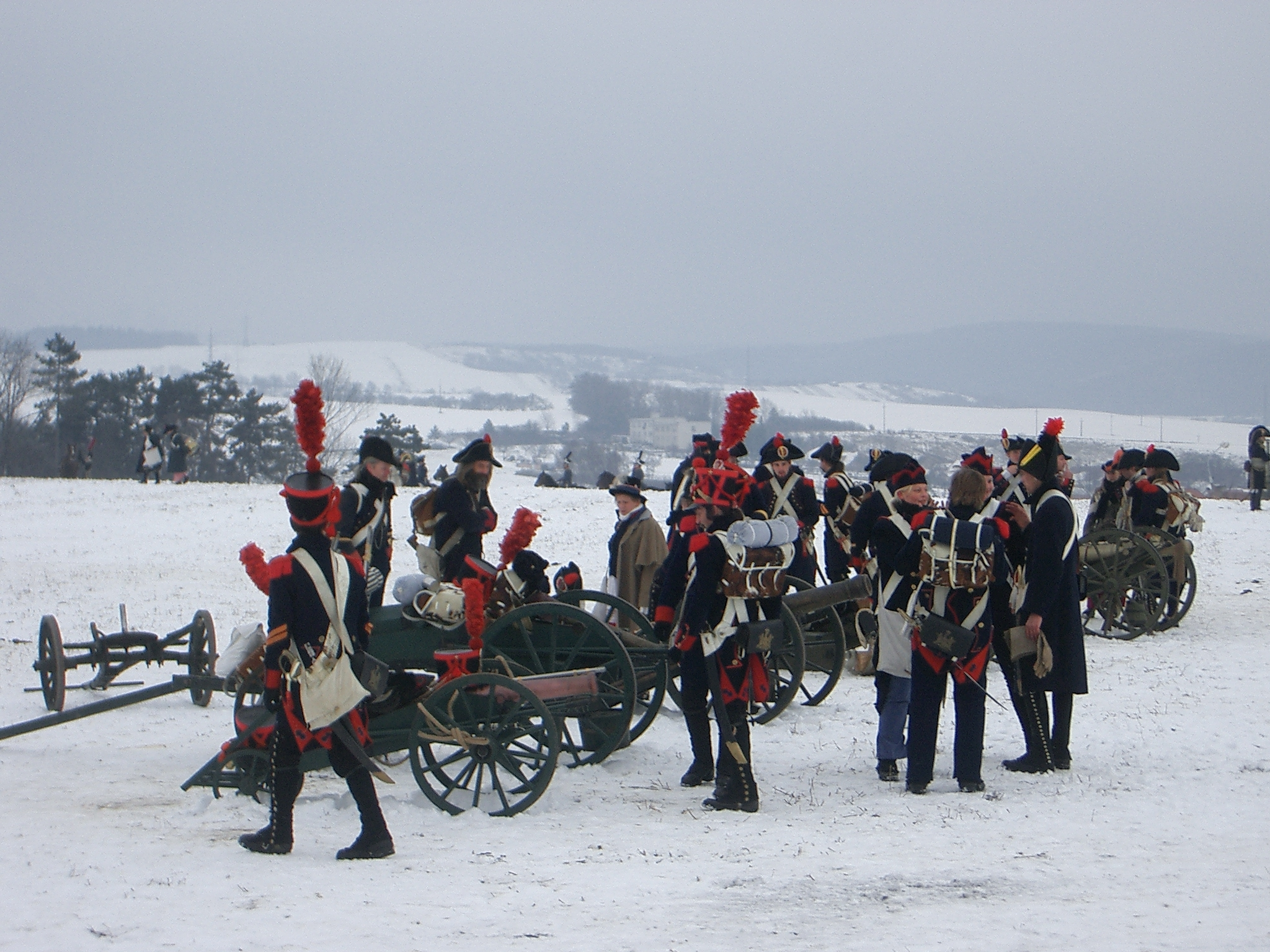
Baterie de artilerie franceză din 1805 (reconstituire)

Bateria de artilerie este o subunitate compusă din mai multe piese de artilerie (tunuri, obuziere, mortiere sau rachete) împreună cu mijloacele de tracțiune, utilajul și personalul necesar. Piesele respective sunt grupate în scopul de a facilita o mai bună comunicare între câmpul de luptă și punctul de control (comandamentul), precum și pentru a asigura dispersia echipajele constitutive de artilerie și a sistemele lor.  Termenul este utilizat, de asemenea, în contextul naval pentru a descrie grupurile de arme de foc amplasate pe navele de război.

#### Tipuri
- Baterie de artilerie antiaeriană
- Baterie de artilerie de coastă
- Baterie de artilerie navală

## Istorie
Din punct de vedere istoric termenul de „baterie”, se referă la un grup/sistem de artilerie (de obicei tunuri, obuziere sau mortiere) în acțiune, utilizat în calitate de artilerie de câmp ori într-un asediu de cetate sau oraș. Asediul de obicei implica mai multe baterii. Termenul, de asemenea, a ajuns să fie folosit pentru un grup de tunuri dintr-o fortificație fixă, de apărare, de coastă sau de frontieră, precum și pentru plasarea artileriei într-o poziție temporară în timpul unei lupte. În secolul al XVIII-lea „bateria”, a început să fie folosită ca un termen de organizare pentru o unitate permanentă de artilerie pe timp pace și război, de obicei, organizată cu câte 6 și până la 12 piese de artilerie, inclusiv mai multe tunuri și obuziere. De la sfârșitul secolului al XIX-lea această utilizare a devenit obișnuită și cea mai mare parte a înlocuit termenele anterioare de unități de artilerie, cum ar fi companii sau trupe. 
În secolul al XX-lea, termenul a fost folosit generic pentru un nivel de subunitate al unui divizion (batalion) de artilerie, inclusiv terestră, de apărare antiaeriană, anti-tanc și pozițională (apărare de coastă și de frontieră). Artileria a operat asupra pozițiilor-țintă în timpul Primului Război Mondial și au fost, de asemenea, grupate în baterii, extinzându-se ulterior pentru a include spectrul de supraveghere, țintire și recunoaștere. Bateriile de artilerie din acest secol au fost echipate cu mortiere, mitraliere, rachete și proiectile.